# Angmodnes
Angmodnes ist eine 2013 gegründete Funeral-Doom-Band.

## Geschichte
Seit 2013 führen der Gitarrist, Bassist und Sänger Yuri „YS“ Theuns und der Schlagzeuger Martijn „MV“ Velberg Angmodnes als Nebenprojekt zu Apotelesma. Angmodnes dient dem Duo Songmaterial umzusetzen, „das in seiner Tiefe und Düsternis dem Bandkonzept der Ursprungstruppe nicht gerecht wurde.“
Nach Jahren der Inaktivität erschien am 15. September das The-Cure-Cover Figurehead als Musikdownload und am 30. September 2022 mit The Weight of Eternity das Debüt-Album als CD und Download über Black Lion Records. Das Debüt wurde positiv als „gelungener Soundtrack für die anstehende Jahreszeit mit all ihren welken, sonnenarmen Tagen im Zeichen von Verfall und Vergänglichkeit“ beurteilt.

„Mit einer Vielzahl an Instrumenten und enormem Talent erschaffen sie eine, sich in abgrundtiefer Dunkelheit befindende Schönheit, die bezaubernd und betörend wirkt. Ich würde niemandem empfehlen, dieses Album zu hören, wenn man mit sich selbst nicht einigermassen im reinen ist. Wer sich aber darauf einlässt, wird mit einem fantastischen Werk belohnt, das man nicht so schnell vergessen wird.“

## Stil
Die Musik von Angmodnes kombiniert Growling, ausgeprägte Melodien der Leadgitarre und betont hartes Riffing. Dabei verwebt die Band die Trägheit des Funeral Doom „mit gefühlvollen Leads die auch zu Melodic-Death-Doom-Acts wie DRACONIAN, DOOM:VS oder SATURNUS gepasst hätten.“

## Diskografie
- 2022: The Figurehead (Download-Single, Black Lion Records)
- 2022: The Weight of Eternity (Album, Black Lion Records)
- 2024: Rot of the Soul (Album, Meuse Music Records)